# 7-й Транзитний провулок (Житомир)
7-й Транзитний провулок — провулок в Корольовському районі міста Житомир.

## Розташування
Знаходиться на теренах Мар'янівки — Смоківки. Бере початок від 2-го Мар'янівського провулка. Прямує на північний захід. Закінчується перехрестям з 2-ю Мар'янівською лінією. Має перехрестя з 1-м Мар'янівським та 3-м Транзитним провулками. Паралельно провулку, на північ від нього, протікає річка Ставровка.

## Історія
Система Транзитних провулків виникла за місцем розташування меліоративних каналів на колишньому полі, де на початку ХХ століття розташовувалося Смоківське болото.
Провулок виник у середині 1960-х років. Чинна назва з 1968 року.
Станом на кінець 1960-х років траса провулку сформована; садибна житлова забудова переважно сформована з південного боку провулка (непарні номери будинків).